# 안랩
안랩(영어: AhnLab, Inc., 이전 이름: 안철수연구소)은 대한민국의 의사 겸 대학 교수 안철수가 1995년 창립한 정보 보안 업체로, 2009년 기준 매출액이 약 695억 원으로 대한민국 국내 정보 보안 업계 1위이기도 하다. 컴퓨터 바이러스 백신 소프트웨어 〈V3〉로 잘 알려져 있다.

## 역사
안랩은 1995년 3월 15일 수요일(음력 2월 15일)에 서울 서초구 서초동의 소규모 사무실에서 안철수 컴퓨터 바이러스 연구소라는 이름으로 3명의 인원으로 출발하여 성장하였으며 2000년에 사명을 안철수 연구소로 변경하였고, 2004년 1월, 영등포의 여의도로 본사를 옮겼다.:321 2004년 말 코스닥 등록 이후 첫 현금배당을 결정하여 모든 주주에게 주당 400원씩 현금배당을 실시하였다.:342 2011년 10월 4일, 서울 영등포의 여의도에서 본사 사옥을 경기도 성남시 분당구 판교역로 220 (구 주소: 경기도 성남시 분당구 삼평동 673번지)로 이전하였다.
2012년 2월 15일에 사명을 '안철수 연구소'에서 '안랩'으로 변경하였다. 안랩 대표이사는 권치중(CEO)이다.
2020년 3월 27일 기준 안랩 대표이사는 강석균(CEO)이다.

## 자회사 및 해외법인

### 자회사
- 안랩클라우드메이트: 클라우드 관리서비스(MSP) 전문 회사로 2018년 11월에 설립되었으며, 안랩에 2024년 4월 흡수합병되었다. 이후 같은 해 7월, 안랩의 클라우드 사업 확장으로 인하여 클라우드사업부문 분사와 함께 통합법인으로 출범하였다.
- 나온웍스: 음성 인터넷 프로토콜 보안 및 OT 보안 솔루션 개발 전문 회사로 2007년 7월에 설립되었으며, 안랩에 2021년 7월 지분 60%를 매각하여 자회사로 편입되었다.
- 제이슨: AI 기반 정보보안 회사로 2017년 4월에 설립되었으며, 안랩에 2020년 1월 지분 60%를 매각하여 자회사로 편입되었다.
- 안랩블록체인컴퍼니: 2022년 4월, 안랩이 블록체인 사업을 위하여 설립한 회사로, '웹 3.0 멀티체인 지갑'을 만들고 있다.
- 노리타운스튜디오: 2006년 12월, 안철수 연구소 사내벤처로 출발한 고슴도치플러스 팀이 2010년 10월에 분사한 회사로, 소셜 네트워크 게임, 모바일 게임을 만들고 있다.
- 안랩코코넛: 보안관제회사로 1999년 9월에 설립되었으며, 안철수연구소에 2007년 10월 흡수합병되었다.

### 해외법인
- AhnLab Japan (株式会社アンラボ): 일본의 자회사. 도쿄에 소재하고 있다.
- AhnLab China, Inc. (北京安博士信息安全技术有限公司): 중국의 자회사. 본사는 베이징에 소재하고 있으며, 상하이에 지사가 있다.

## 같이 보기
- 안철수
- V3